# دفع كهربائي بالطاقة الشمسية

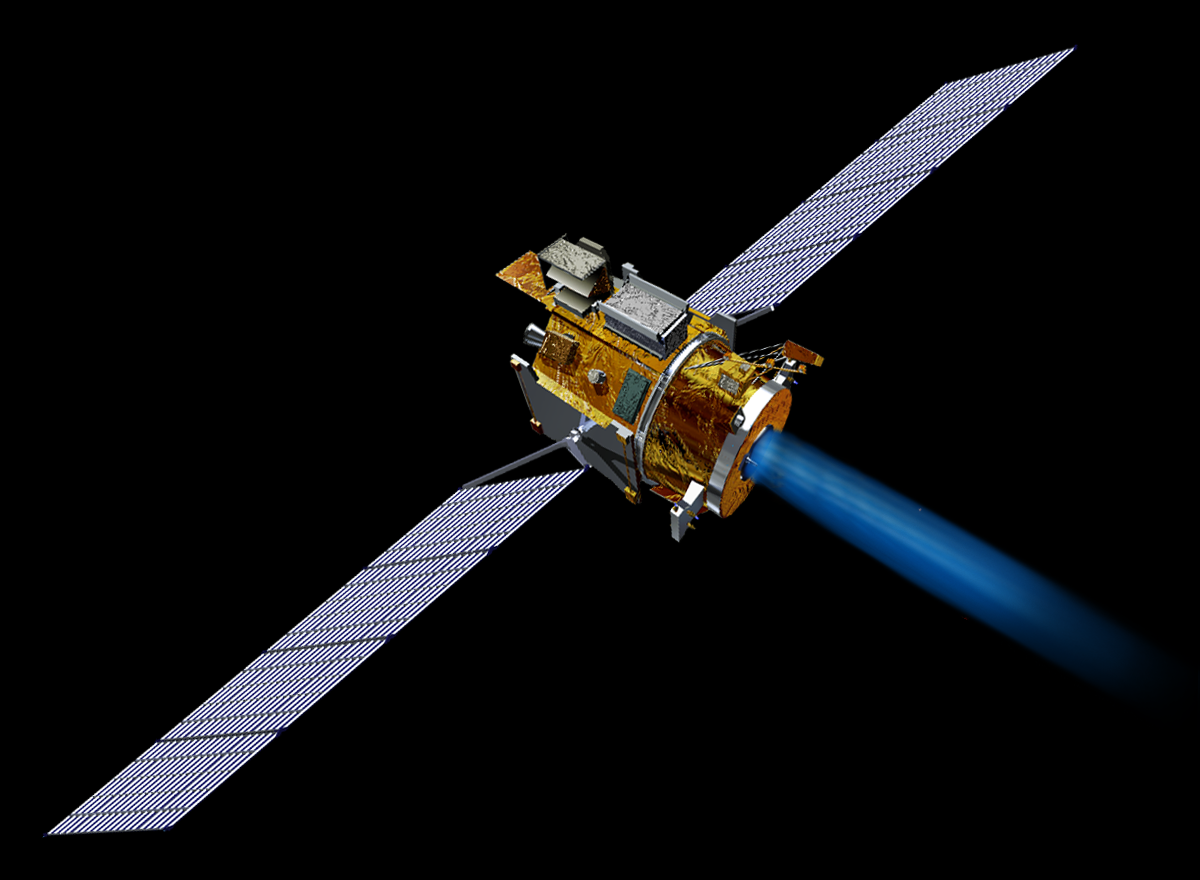
الجوانب الرئيسية لدفع كهربائي بالطاقة الشمسية

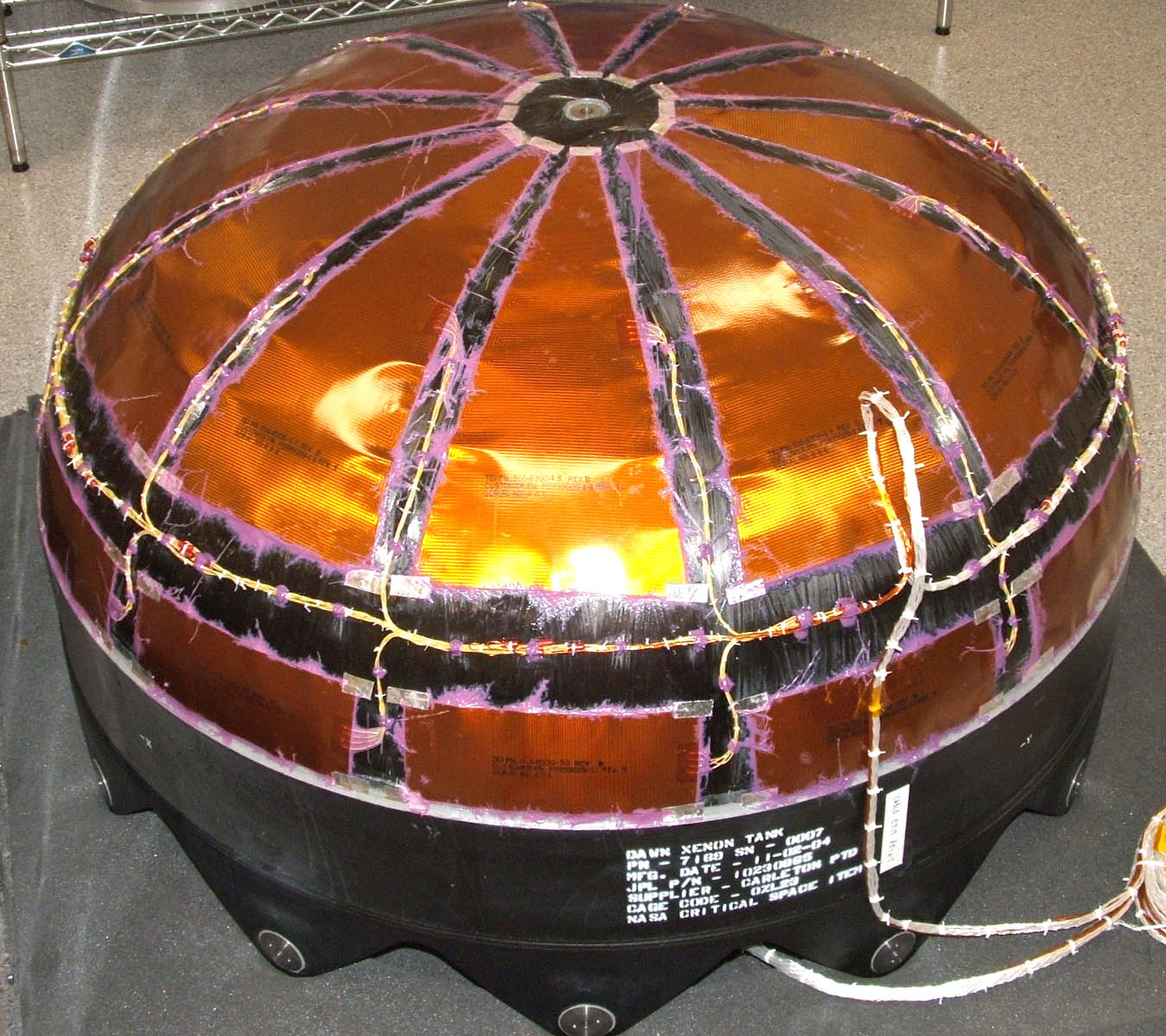
الزينون هو الدافع وراء الطاقة الشمسية للمركبة الفضائية

الدفع الكهربائي بالطاقة الشمسية هو مزيج من الخلايا الشمسية ومحرك أيوني لدفع مركبة فضائية عبر الفضاء الخارجي.

## نبذة
تم استغلال هذه التكنولوجيا في مجموعة متنوعة من المركبات الفضائية من قبل وكالة الفضاء الأوروبية، ووكالة الفضاء اليابانية، ومنظمة أبحاث الفضاء الهندية، وناسا.

## التقييم
يتم تقييم الدفع الكهربائي بالطاقة الشمسية لقدرته على تحقيق دفعة محددة عالية، مما يتيح كتلة أقل للوقود الدافع ليتم إطلاقه بواسطة مركبة فضائية وقد تم تقييمه لبعثة إلى المريخ.